# Concavenator
Concavenator – rodzaj teropoda z rodziny karcharodontozaurów (Carcharodontosauridae) żyjącego we wczesnej kredzie na terenach współczesnej Europy. Guzki obecne na kości łokciowej mogą stanowić miejsce przyczepu protopiór, co w razie potwierdzenia oznaczałoby, że Concavenator jest najdalej spokrewnionym z ptakami ze znanych pierzastych teropodów.

## Morfologia
Concavenator był stosunkowo dużym zwierzęciem – szkielet opisany przez Ortegę i in. należał do osobnika mierzącego około 6 m długości. Miał krótkie przednie kończyny – ich długość stanowiła 42% długości kończyn tylnych. Nadgarstek jest wydłużony, a pazury kończyn przednich – krótkie i masywne. Cechował się wydłużeniem dwóch wyrostków kolczystych jedenastego i dwunastego kręgu tułowiowego, tworzącymi ostro zakończoną strukturę przypominającą garb. U niektórych teropodów, takich jak spinozaury, występowały podobne twory, jednak u żadnego z nich nie były ograniczone do zaledwie dwóch kręgów, dlatego jego funkcja u Concavenator pozostaje niejasna. W pobliżu kręgów i śródstopia odnaleziono odciski łusek, które występują w podobnej różnorodności kształtów, co u niektórych przedstawicieli grupy Neornithes, obejmującej wszystkie współczesne ptaki. Na kości łokciowej znajdowała się seria niewielkich guzków, które według autorów stanowią miejsce przyczepu struktur odpowiadających lotkom współczesnych ptaków. Na kości nosowej znajdują się wgłębienia.

## Klasyfikacja
Według analizy filogenetycznej przeprowadzonej przez Ortegę i współpracowników Concavenator jest bazalnym przedstawicielem rodziny Carcharodontosauridae, bardziej zaawansowanym od eokarcharii i siostrzanym dla wszystkich pozostałych przedstawicieli tej rodziny. Autorzy sugerują, że zgrubienia na kości łokciowej Concavenator – podobne do występujących u ptaków i innych maniraptorów, takich jak welociraptor – dowodzą obecności skórnych struktur niebędących łuskami, znajdujących się w podobnej pozycji, co lotki u ptaków, a tym samym homologicznych z nimi. Pióropodobne struktury odnaleziono również u dinozaurów ptasiomiednicznych Tianyulong i Psittacosaurus – jeśli byłyby one homologiczne z piórami ptaków, oznaczałoby to, że wszystkie dinozaury były pierwotnie pierzaste, natomiast jeśli wyewoluowały one niezależnie od ptasich piór, wówczas Concavenator byłby najdalej spokrewnionym z ptakami ze znanych pierzastych dinozaurów.
Foth, Tischlinger i Rauhut (2014) uznali jednak obecność pióropodobnych struktur u Concavenator za nieudowodnioną. Autorzy wskazują, że guzki, które miały być miejscem przyczepu pióropodobnych struktur, znajdują się na anterolateralnej (przednio-bocznej) powierzchni kości łokciowej, blisko miejsca styku kości łokciowej z kością promieniową; tymczasem u współczesnych ptaków oraz u welociraptora guzki będące miejscem przyczepu lotek znajdują się na tylnej lub posterolateralnej (tylno-bocznej) powierzchni kości łokciowej. Autorzy uznają za bardziej prawdopodobne, że guzki na kości łokciowej Concavenator stanowiły miejsce przyczepu więzadeł międzykostnych. W ocenie autorów nawet jeśli przyjąć, że u Concavenator występowały pióropodobne struktury, to z uwagi na fakt, że w zapisie kopalnym zachowały się tylko pośrednie i kontrowersyjne dowody ich obecności a nie one same, nie można nic powiedzieć na temat ich budowy – w tym na temat ich ewentualnego podobieństwa i/lub homologii z lotkami ptaków  Cuesta i in. (2015) w wyniku badań kości łokciowej wykazali, że guzki nie mogą być grzebieniem międzymięśniowym, lecz najprawdopodobniej miejscem przyczepu piór. W 2018 roku wykazano, że Concavenator ukazuje synapomorfię z karcharodontozaurami i allozauroidami.

## Historia odkryć
Gatunek typowy rodzaju, Concavenator corcovatus, został opisany w 2010 roku przez Ortegę i współpracowników w oparciu o niemal kompletny, bardzo dobrze zachowany szkielet (MCMM-LH 6666) odkryty w datowanych na barrem osadach stanowiska typu Konservat-Lagerstätte w Las Hoyas w hiszpańskiej prowincji Cuenca. Okaz znajdował się w wapieniu litograficznym, z odsłoniętą głównie prawą stroną ciała zwierzęcia. Nazwa Concavenator pochodzi od łacińskiej nazwy prowincji Cuenca (Conca) oraz słowa venator („łowca”). Nazwa gatunkowa corcovatus odnosi się do przypominającej garb struktury tworzonej przez dwa kręgi przedkrzyżowe.